# Palestinska myndighetens martyrfond
Palestinska myndighetens martyrfond är en fond som drivs av den palestinska myndigheten (PA) som betalar ut månadslöner till palestinier och deras anhöriga som dödats, skadats eller fängslats på grund av att de utövat politiskt motiverat våld mot Israel. Fonden har beskrivits som "få betalt för att döda" och har mött internationell kritik för att uppmuntra till terrorism. Under 2016 betalade PA ut cirka 1,1 miljarder NIS (303 miljoner USD) till brottslingar, martyrer och deras anhöriga.
På 2010-talet valde PA att överföra förvaltningen av martyrfonden till kommissionen för palestinska fångar och före detta fångar.

## Bakgrund
Martyrfonden startades av Fatah 1964 för att kompensera familjerna till döda och skadade palestinier.
Betalningarna blev vanliga framförallt under andra intifadan (2000–2005).

## Utbetalningar
Under 2016 gjordes utbetalningar till 35 000 familjer, inklusive anhöriga till självmordsbombare, från en årlig budget om 170 miljoner dollar år 2016. Utbetalningarna överstiger den palestinska genomsnittslönen.
Washington Posts analys visade att under 2017 betalades 160 miljoner dollar ut till 13 000 personer som suttit fängslade (12 307 dollar per person) och 183 miljoner dollar betalades ut till 33 700 familjer som "martyrutbetalningar" (5 430 dollar per familj), varav: 
- 36 miljoner dollar beräknades ha betalats ut till fångar som avtjänar straff på >20 år
- 10 miljoner dollar betalades ut till tidigare arbetare för palestinska säkerhetsstyrkor
- 1 miljon dollar beräknades ha betalats ut till anhöriga till 200 självmordsbombarna
- 10 miljoner dollar betalas ut till palestinier vars familjemedlem dömts till livstidsstraff eller andra långa fängelsestraff

I juni 2021 betalade PA 30 000 jordanska dinarer (42 000 USD) till en palestinsk familj vars anhörig mördade två israeler. Detta var kompensation för att IDF demolerade familjens hus.

### Fångarnas fond
Enligt lagen om palestinska fångar nr 19 (2004) har fångar som har suttit i fänglsade i Israel under minst ett år rätt till sjukförsäkring och undervisningsfri skola, universitets- och yrkesutbildning efter frigivning. Om de blir tjänstemän föreskriver lagen att den palestinska myndigheten ska "betala sociala avgifter och pensionsavgifter ... för de år som tillbringades i fängelse."
Nya lagändringarna från 2013 ger individer som släppts från fängelse förtur till jobb hos den palestinska myndigheten och föreskriver att PA "kommer att kompensera för skillnaden" om tjänstemannalönen "är lägre än den lön som betalades under tiden i fängelset."
Kvinnor som har avtjänat två år i fängelse och män som har avtjänat fem år har rätt till utbetalningar resten av livet.

### Stipendier
Stipendier betalas ut till familjer till både fångar och palestinier som dödats i sammanhang som sträcker sig från politiska demonstrationer som blir våldsamma där demonstranter dödas med icke-dödliga metoder för upploppskontroll (som att träffas av en tårgasbehållare) till individer som fängslats för "vanliga brott". Fonden betalar också 106 dollar i månaden i "matsalspengar" till alla fängslade palestinier, inklusive de som fängslats för icke-politiska brott som bilstölder och droghandel.
Familjer till individer som dödats av israeliska säkerhetsstyrkor får stipendier värda 1,000 USD per månad. Familjerna till dömda palestinier som avtjänar tid i israeliska fängelser får 3,000 USD eller mer per månad.
Privata välgörenhetsorganisationer, inklusive islamiska Holyland Foundation, har anklagats för att finansiera stipendier till brottslingar.

### Hamas
Hamas, det styrande partiet i Gazaremsan, började driva en separat martyrfond innan slaget om Gaza 2007.
2001 berättade Sheik Ahmed Yassin, Hamas grundare, att Hamas betalningar till självmordsbombare och anhöriga till fångar hade uppgått till mellan två och tre miljoner dollar.

## Opinion i Palestina
En opinionsundersökning av Washington Institute for Near East Policy i juni 2017 visade att två tredjedelar av de tillfrågade palestinierna var emot PA:s policy om utbetalningar till de som utövar politiskt våld. Majoriteten tyckte att pengarna istället borde finansiera socialtjänst för "vanliga" medborgare.
I juni 2017 kallade PA:s president Mahmoud Abbas ansträngningarna att stoppa martyrbetalningarna för en "aggression mot det palestinska folket" och försvarade lönerna som betalats ut till fängslade palestinier som ett "socialt ansvar".

## Internationell kritik
De palestinska myndigheterna har mött internationell kritik för att uppmuntra till terrorism då martyrer som utövar våld mot israeler belönas ekonomiskt.

### Australien
2018 slopade Australien sitt bidrag till de palestinska myndigheterna på grund av utbetalningar till terrorister.

### USA
USA minskade sitt bistånd till Palestina med en tredjedel i mars 2018 med anledning av sponsrad terrorism från de palestinska myndigheterna. I augusti 2018 sänkte man biståndet med ytterligare 200 miljoner USD.

### Nederländerna
2019 slopade Nederländerna sitt bistånd till Palestina på grund av att landets pengar gick till att betala anhöriga till avlidna terrorister som mördat judar.